# Burjassot CF
Der Burjassot CF ist ein spanischer Fußballverein aus der valencianischen Stadt Burjassot. Der 1913 gegründete Klub spielte eine Spielzeit in der zweitklassigen Segunda División.

## Geschichte
Im Jahre 1913 entschloss sich eine Gruppe von Freunden dazu, einen Fußballverein zu gründen, um im Sommer Spiele austragen zu können. Dieser Verein wurde dann auch passend Club Verano Burjassot, Sommerclub Burjassot, genannt. Die Gründungsmitglieder waren Alejandro Bonora, Luis Bonora, Vicente Bonora, Miguel Dutrús, La Rosa, Pepe Ballester, Pepe Serrano, Mayol, Paco Sebastiá, Adolfo García und Enrique Ferrer. Sie entschieden sich für die ungewöhnliche Farbkombination "Gelb-Violett" als Vereinsfarben, die dem Verein etwas einzigartiges geben sollten.
In der Saison 1939/40 spielte der Verein das erste und bisher einzige Mal in seiner Geschichte in der Segunda División. Nachdem der Spielbetrieb während des Spanischen Bürgerkrieges geruht hatte, wurden die Ligen neu geordnet und zunächst die Segunda División in mehrere Gruppen eingeteilt. In der Gruppe 4 wurde Burjassot nur Dritter und musste somit in die neue Tercera División. Zudem erreichte der Club das Finale der Amateurmeisterschaft gegen Real Avilés CF, jedoch ging dieses verloren. Dennoch ist es der größte Erfolg der Vereinsgeschichte.
Heute spielt der Verein in der fünftklassigen Preferente Valenciana.

## Stadion
Burjassot spielt im Estadio Los Silos, welches eine Kapazität von 2000 Zuschauern hat.

## Erfolge
- Teilnahme an der Segunda División (1939/1940)